# Dobrovoljačka antikomunistička milicija
Dobrovoljačka antikomunistička milicija (tal. izvorno Milizia Volontaria Anti Comunista), poznatija razgovorno kao Banda (talijanske vojne vlasti su za te postrojbe službeno koristili naziv "Banda V.A.C."), bila je talijanska paravojna formacija za vrijeme Drugog svjetskog rata u dijelovima Kraljevine Jugoslavije koje je Italija okupirala ili priključila (Sloveniji, Dalmaciji, BiH, Crnoj Gori). Ustrojena je od mjesnih Slovenaca, Hrvata i Srba, kao i ponekih Talijana. Bili su ispomoć redovnim talijanskim vojnim postrojbama u gerilskom ratovanju protiv partizana, jer su poznavali jezik i teren.
Na području NDH, obuhvaćale su talijanske vlasti u sklopu MVAC zapravo isključivo četničke postrojbe.
U skladu sa svojom politikom represije nakon rasplamsavanja partizanskog ustanka protiv talijanske okupacije, talijanska vlast je počela osnivanje posebnih jedinica koje bi se borile protiv partizanskih snaga, pa je tako nastala tzv. dobrovoljačka antikomunistička milicija (MVAC), koja je imala karakter paravojne formacije. U nju su se uključivali dobrovoljci Hrvati i Srbi, koje se privlačilo dobrim plaćama i opskrbom hranom u vremenima neimaštine i gladi. U narodu je uglavnom zapamćena kao banda ili kao batinaši. Pripadnici MVAC-a počinili su mnoge zločine protiv civilnog stanovništva te ratne zločine.

## Ustroj

### Hrvatska
Skupine MVAC-a, odnosno Bande, bile su podređene talijanskoj 2. armiji ("Comando Superiore di Slovenia e Dalmazia") te su činile oko 26.500 pripadnika, većinom u talijanskoj Sloveniji. Od njih je oko 6.500 bilo u Dalmaciji i BiH, na raspolaganju XVIII korpusa talijanske vojske.
U sklopu V. korpusa:
- MVAC "Lika", 1.500-2.000 pripadnika

U sklopu XVIII. korpusa: 
- MVAC "Dinara", 5.000 pripadnika, uglavnom Srbi iz okolice Knina, sami četnici su ovu postrojbu zvali Dinarskom divizijom;

- MVAC "Zara", 1.500 pripadnika, kojega su sačinjavali
  - XX "katolički" jurišni bataljun, u sastavu bande br. 1-3 te 6-8. Posrijedi su bili četnici iz reda Orjunaša-etničkih Hrvata;
  - XXII "grčko-pravoslavni" jurišni bataljun, u sastavu bande br. 4 i 5;

- MVAC "Erzegovina", 6.000-8.000 četnika.

U sklopu kraljevske talijanske ratne mornarice u Dalmaciji:
- Banda br. 9 "mornarička", sastavljena od dalmatinskih Srba i Talijana; kao mornaričko pješaštvo, djelovala je zajedno sa satnijom pukovnije marinaca "San Marco".

Ove "bande", koliko se tiče područja NDH, su zapravo bile mobilne četničke postrojbe, koje su primale potpunu opskrbu i plaću od talijanske vojske i bile spremne na borbu na širem području. Takvih je bilo nešto više od 20.000. Dio tih četnika bili su etnički Hrvati (njih oko 800) iz redova ORJUNE, a Talijani su uspjeli privući također i oko 700 muslimana predvođenih Ismetom Popovcem, liječnikom i istaknutim četnikom iz Konjica. Četničke straže na terenu su Talijani dijelili na  "Bande legalizzate" e "Bande non legalizzate", te su također surađivale s Talijanima i primali od njih pomoć u materijalu i novcu.
Na području Slovenije, obuhvaćao je MVAC do 7.000 Slovenaca, poznatijih pod imenom "Bela garda" ("belogardejci").